# نهائي كأس روسيا لكرة القدم 2009
نهائي كاس روسيا لكرة القدم 2009 هي المباراة النهائية من منافسة كأس روسيا لكرة القدم 2008–09، أقيمت المباراة في 31 مايو 2009، في أرينا خيمكي، بين فريقي نادي سيسكا موسكو، وروبين كازان، وفاز فيها نادي سيسكا موسكو، وكان حكم المباراة ستانيسلاف سوخينا.